# Foresta inondata

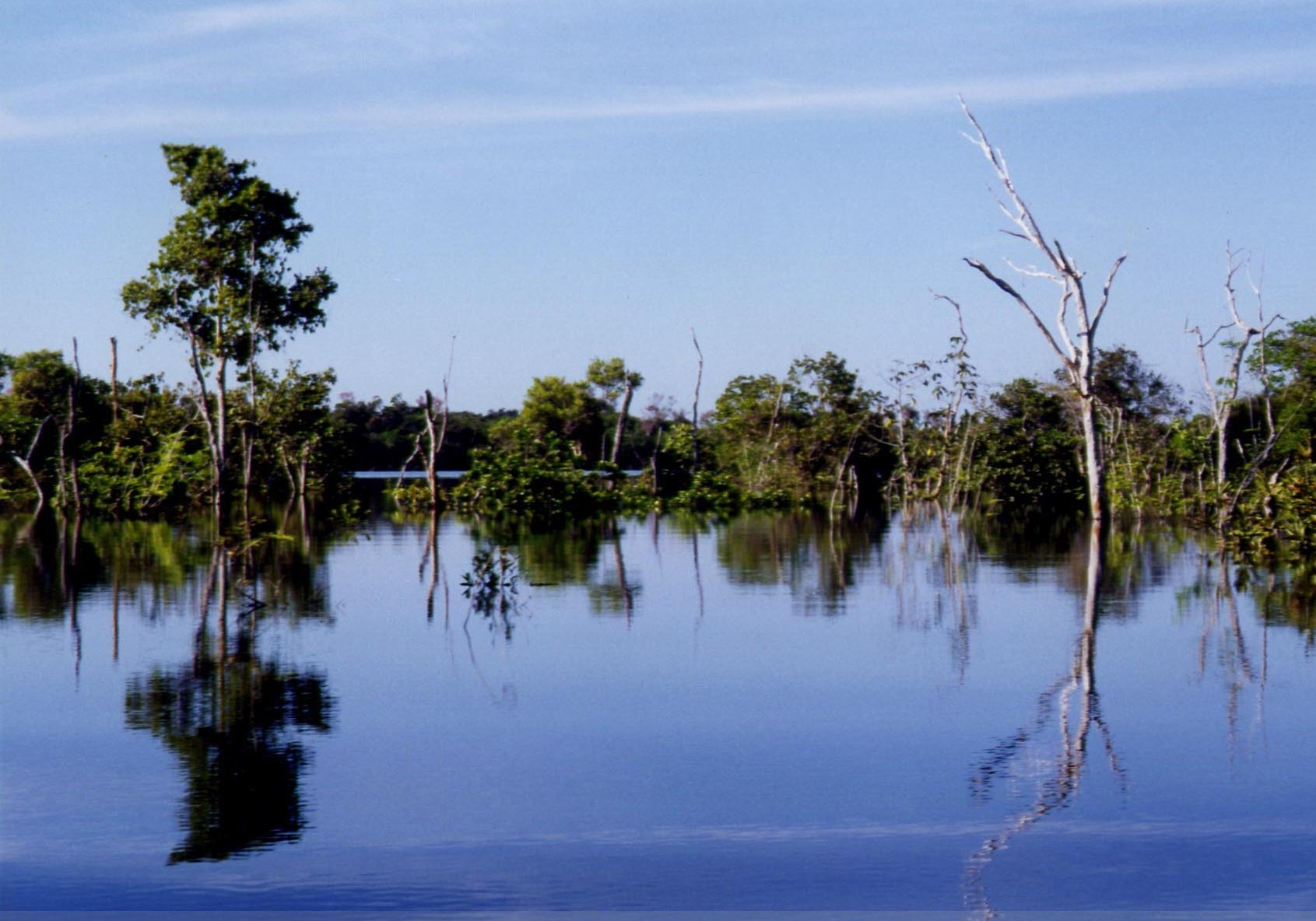
Igapó, Amazzonia (Brasile)

Le foreste inondate, o alluvionali, sono foreste che crescono in bacini o piane alluvionali, stagionalmente allagati. Si trovano solitamente nella fascia tropicale, caratterizzata da stagioni di alta piovosità o monsoni.

## Descrizione
Le foreste inondate sono caratterizzate da un sistema ciclico a carattere stagionale, con aree che in una parte dell'anno sono sommerse mentre in altre parti dell'anno sono asciutte. La flora e la fauna debbono quindi adattarsi a questo radicale mutamento di habitat, talvolta adottando strategie di migrazione stagionale. La fauna vede una grande presenza di anfibi e un basso numero di mammiferi terrestri (solitamente in grado di nuotare, o prevalentemente arboricoli). La corrente e le popolazioni di pesci svolgono un ruolo essenziale nella distribuzione dei semi (e difatti il picco della fruttificazione coincide con la stagione della piena).
Le foreste alluvionali sono prive di sottobosco, ma il suolo può essere ricoperto da piante erbacee palustri, in grado di sollevarsi in gruppo durante la fase alluvionale, dando l'apparenza di isole galleggianti. Altre piante acquatiche, come la victoria, mantengono la radice sul fondo, ma sviluppano lunghi steli che gli permettono di sollevarsi man mano che cresce il livello dell'acqua.
Anche gli alberi hanno adottato particolari strategie di adattamento, come la struttura soprelevata di molti alberi, che poggiano su un sistema di radici arcuate, in modo da resistere alla forte pressione della corrente nella stagione umida, e al tempo stesso di  fornire una stabile base di appoggio sul fragile suolo sabbioso durante la stagione secca. Durante la fase alluvionale, diverse specie di alberi sono in grado di catturare ossigeno attraverso apposite appendici radicali con funzioni respiratorie che fuoriescono dall'acqua ("pneumatofori").
Le foreste alluvionali cambiano sensibilmente a seconda delle caratteristiche dell'acqua, bianca o nera. Le "acque bianche", in genere torbide e ricche di fertile limo, facilitano una crescita rigogliosa della vegetazione. Le foreste alluvionate da acque bianche prendono il nome brasiliano di "várzea". Le acque nere, più limpide, sono originate da suoli torbosi (da cui il colore scuro), e quindi caratterizzate da acidità e da povertà di nutrienti, e consentono quindi una vegetazione più selezionata. Le foreste inondate da acque nere sono chiamate "igapó".